# Viti Grab
Viti Grab (cyr. Вити Граб) – wieś w Bośni i Hercegowinie, w Republice Serbskiej, w gminie Rudo. W 2013 roku liczyła 25 mieszkańców.